# Hot Chelle Rae
Hot Chelle Rae est un groupe de rock américain, originaire de Nashville, dans le Tennessee. Formé en 2005, le groupe est composé de Ryan Follese (chanteur, guitare), Ian Keaggy (basse, chœurs), Nash Overstreet (guitare, chœurs) et de Jamie Follese (batterie). Leur premier album Lovesick Electric est sorti le 27 octobre 2009. Ian Keaggy ayant quitté le groupe le 30 octobre 2013.

## Biographie

### Origines et débuts (2005–2011)
Le groupe est composé d'un chanteur qui répond au nom de Ryan Keith Follese né le 16 février 1987 à Nashville, dans le Tennessee. Il tient la place de leader en tant que chanteur et guitariste du groupe, on le surnomme RK et/ou Rhino. Son petit frère Jamie Christian Follese est né le 30 décembre 1991 à Nashville lui aussi. Il tient la place de batteur, on le surnomme Jame et/ou Jamicles. Le dernier membre du groupe HCR est Nash Linden Miller Overstreet (ou Nash Overstreet en diminutif), né le 3 janvier 1986, il tient le rôle de guitariste et fait aussi les chœurs. Il est surnommé aussi Nashvegas. Ian Sebastian Keaggy est né le 6 juin 1987, avant de quitter le groupe (le 30 octobre 2013) tenait le rôle de bassiste et on le surnommait Kegger et/ou Keaggy. Il quittera le groupe afin de se lancer dans une carrière musicale en solo.
En (2005 Ryan Follese et Nash Overstreet, amis d'enfance, forment le groupe, à cette période appelé Miracle Drug. Après l'arrivée des autres musiciens, Miracle Drug publie l'EP Masquerade qui comprend plusieurs démos comme Rent et (I Wish I Was) Emo. Le petit frère de Ryan, Jamie remplace Gibbs en été 2005, après avoir rencontré un fan sur MySpace nommé Chelle Rae. Le groupe change de nom pour Hot Chelle Rae et en 2008, signent au label Jive Records. L'année suivante, ils publient leur premier single, I Like to Dance. En octobre 2009, leur premier album, Lovesick Electric, est publié, et le groupe tourne entre 2010 et 2011.

### Whatever(2011–2012)
En 2011, le groupe publie le single Tonight Tonight, qui atteint le Billboard Top 10. Leur deuxième single, I Like It Like That, est publié en novembre 2011 et comprend un verset duo de rap New Boyz. Ils publient leur deuxième album, Whatever, le 29 novembre 2011. Il atteint la 48e place du Billboard 200, et la 25e place en Australie. Honestly est publié comme premier single de l'album en mars 2012. En mars 2012, le groupe joue en soutien à Taylor Swift sur sa tournée australienne et néo-zélandaise du Speak Now World Tour,.
En mi-2012, le groupe tourne avec Demi Lovato. Le groupe tourne en Australie et en Nouvelle-Zélande entre octobre et novembre entamant la tournée Whatever World Tour. Cher Lloyd y jouera avec le groupe, en compagnie de 5 Seconds of Summer et du boys-band néo-zélandais Titanium. En novembre 2012, ils publient leur reprise de Jingle Bell Rock.

### Recklessly(2013–2014)
Hot Chelle Rae publie un nouveau single, Hung Up, le 25 janvier 2013. Il est officiellement publié le 12 février 2013. Le groupe annonce aussi un troisième album courant 2014 et un nouveau single. Le 31 octobre 2013, Ian Keaggy annonce son départ de Hot Chelle Rae. Ce même jour, Hot Chelle Rae publie une version non officielle de Recklessly pour les fans. Le 7 février 2014, le groupe publie le single Don't Say Goodnight. Hot Chelle Rae continue à faire sa tournée américaine. Le 1er octobre 2014, Hot Chelle Rae publie Recklessly, qui comprend Hung Up, Don't Say Goodnight, Recklessly et deux autres singles.

### Pause (2015)
En 2015, Hot Chelle Rae annonce une pause. Désormais, les membres peuvent entamer une carrière solo. En 2016, Ryan Follese est le premier à faire sa carrière solo.

## Style musical
Le style musical de Hot Chelle Rae est catégorisé dance-rock,, pop rock,,, rock alternatif et pop,.

## Discographie

### Albums studio
| Année | Détails |
| ----- | --- |
| 2009  | Lovesick Electric - Date de sortie : 23 octobre 2009 - Label: Jive - Formats: CD, téléchargements             |
| 2011  | Whatever - Date de sortie : 29 novembre 2011 - Label: RCA - Formats: CD, téléchargements - Billboard 200: #48 |

### Singles
| Année     | Single                                                    | Meilleure position | Meilleure position | Meilleure position | Meilleure position | Ventes                                          | Album             |
| Année     | Single                                                    | É-U                | É-U Pop            | É-U Adult Pop      | CAN                | Ventes                                          | Album             |
| --------- | --------------------------------------------------------- | ------------------ | ------------------ | ------------------ | ------------------ | ----------------------------------------------- | ----------------- |
| 2009      | "I Like to Dance"                                         | —                  | —                  | —                  | —                  |                                                 | Lovesick Electric |
| 2010      | "Bleed"                                                   | —                  | 31                 | —                  | —                  |                                                 | Lovesick Electric |
| 2011 2014 | "Tonight Tonight"                                         | 7                  | 5                  | 1                  | 10                 | - AUS: Platine - CAN: Platine - É-U: 2× Platine | Whatever          |
| 2011 2014 | "I Like It Like That" (avec New Boyz) Don't say goodnight | 42                 | 24                 | 38                 | 97                 |                                                 | Whatever          |